# Kutchubaea surinamensis
Kutchubaea surinamensis är en måreväxtart som först beskrevs av Cornelis Eliza Bertus Bremekamp, och fick sitt nu gällande namn av Claes Håkan Persson. Kutchubaea surinamensis ingår i släktet Kutchubaea och familjen måreväxter. Inga underarter finns listade i Catalogue of Life.